# Прекършени цветя
„Прекършени цветя“ (на английски: Broken Flowers) е комедийна драма от 2005, написана и режисирана от Джим Джармуш и продуцирана от Джон Килик и Стейси Смит. Във филма участват Бил Мъри, Жули Делпи, Хийдър Симс, Алексис Дазийна, Джефри Райт, Джесика Ланг, Шарън Стоун и др.
На филмовия фестивал в Кан през 2005 г., филмът е номиниран за наградата „Златна палма“, но печели „Голямата награда на журито“.
Надслов: Понякога животът поднася странни изненади (Sometimes life brings some strange surprises.)